# Shu-bi-dua 14
Shu-bi-dua 14 er navnet på Shu-bi-duas fjortende album, som udkom den 21. april 1993. Albummet blev på ny genudgivet i remasteret version på CD og som download i 2010 under navnet "Deluxe udgave".
Albummet var forudbestilt i 105.000 eksemplarer.

## Spor
| #   | Titel                                         | Længde |
| --- | --------------------------------------------- | ------ |
| 1.  | "Halløjsa"                                    | 1:53   |
| 2.  | "Sko & støvler"                               | 2:26   |
| 3.  | "Pigen på Sandbjerggård"                      | 3:50   |
| 4.  | "Telefon"                                     | 2:35   |
| 5.  | "Bamsefar"                                    | 4:58   |
| 6.  | "En mærkelig hoste"                           | 1:48   |
| 7.  | "Fodkoldt"                                    | 3:33   |
| 8.  | "Danske sild"                                 | 3:07   |
| 9.  | "Børsmæglerkoret"                             | 0:36   |
| 10. | "Pippe t'n anden (Skidefugl på rulleskøjter)" | 4:01   |
| 11. | "Lavprisparadis"                              | 4:36   |
| 12. | "Nød lærer nøgen kvinde at kende"             | 2:38   |
| 13. | "Vi' Shu-bi-dua"                              | 2:24   |
| 14. | "Ballade på Fuckingham"                       | 2:16   |
| 15. | "Den røde grød" (bonus)                       | 3:42   |
| 16. | "Fangerne i Forden" (bonus)                   | 1:29   |

Spor 15-16 er bonusnumre, som kun findes på de remastered cd- og downloadudgaver fra 2010. "Den røde grød" stammer fra tv-programmet Talkshowet med Jarl Friis-Mikkelsen og "Fangerne i Forden" stammer fra introen til tv-programmet Shu-bi-dua Unplugged fra 1994, hvor Shu-bi-dua parodierede tv-programmet Fangerne på Fortet. Begge numre er tidligere udgivet på opsamlingen Shu-bi-læum.
Alle titler og sporlængder er taget fra 2010-downloadudgaverne.

## Originalsange
- Originalen til "En mærkelig hoste" er "What Do You Want to Make Those Eyes at Me For" fra 1916. (Joseph McCarthy, Howard Johnson og James V. Monaco) Den blev udgivet i 1917 af Ada Jones og Billy Murray på Victor Records (katalog nummer 18224).[kilde mangler]